# Find Me (The Walking Dead)
«Encuentrame» —título original en inglés: «Find Me»— es el décimo octavo episodio de la tercera parte de la décima temporada de la serie de televisión The Walking Dead y a su vez es el episodio 149 en general. Estuvo dirigido por David Boyd y en el guion estuvo a cargo por Nicole Mirante-Matthews, el episodio se lanzó a través de la plataforma de transmisión AMC+ el 5 de marzo de 2021 y se transmitió por televisión el AMC el 7 de marzo y la cadena FOX Channels hizo lo propio en Hispanoamérica y España el 8 de marzo de 2021.

## Trama
En el presente, Daryl se prepara para ir de caza y aparece Carol que se ofrece a acompañarlo. A regañadientes, Daryl acepta dejarla ir con él. Carol logra atrapar un pescado y cuando lo están cocinando, le pregunta a Daryl si cree que se le ha acabado la suerte. Él le dice que reconstruirán Alexandría y que los caminantes solo los alcanzarán si lo permiten. Perro sale corriendo y llega a una vieja cabaña. Carol propone dormir allí, antes de darse cuenta de que es un lugar especial para Daryl.
A través de flashbacks de hace cinco años, Daryl le cuenta la historia a Carol. Poco después de la supuesta muerte de Rick, Daryl deambula solo por el bosque para encontrarlo, vivo o muerto. Se encuentra con Carol, que le había estado dando suministros y controlando cómo estaba, y tienen una breve charla. Después de que Carol se va, se le acerca un perro bebé pastor belga malinois, que lo lleva a su dueña, Leah. Al principio, toma a Daryl como rehén y lo interroga, pero luego lo deja ir. A partir de entonces, los dos se cruzaron periódicamente, con Daryl regresando con Perro, le arroja un pescado a su puerta para ayudarla a comer. Finalmente, la dueña se presenta como Leah después de rescatar a Daryl de una horda de caminantes. De la noche a la mañana, los dos comienzan a vincularse románticamente y permanecen juntos durante varios meses o un año.
La pareja se une a través de la caza, la pesca y la observación del eclipse solar de 2017, entre otras cosas. Daryl la sorprende mirando una foto de su hijo, que guarda debajo de las tablas del suelo, y cuenta la historia de cómo perdió a su familia y al pelotón del ejército con el que había estado sobreviviendo. El perro nació el mismo día y Leah lo guardó como recuerdo de la familia que perdió. Harta de su obsesión por la búsqueda de Rick, Leah, que ya estaba cansada de la actitud de Daryl, lo insta a elegir entre buscar a Rick, regresar a Alexandria o quedarse con ella. Un día, Daryl regresa a la cabaña solo para encontrar a Leah desaparecida, junto con las fotos debajo de las tablas del piso. Deja un mensaje donde alguna vez estuvieron las fotos que dice "Debería estar contigo. ENCUÉNTRAME".
En el presente, Carol y Daryl comienzan a discutir sobre los eventos de Rick y Connie. Carol le explica que lo necesita como amigo, pero le dice que está cansado de tener siempre la misma conversación con ella y que lamenta haberla disuadido de irse, el le espeta que si quiere huir de ella, lo hará, que esta vez él no la detendrá. Entre lágrimas, Carol le dice que tenía razón en una cosa: que parece que se les acabó la suerte.

## Producción

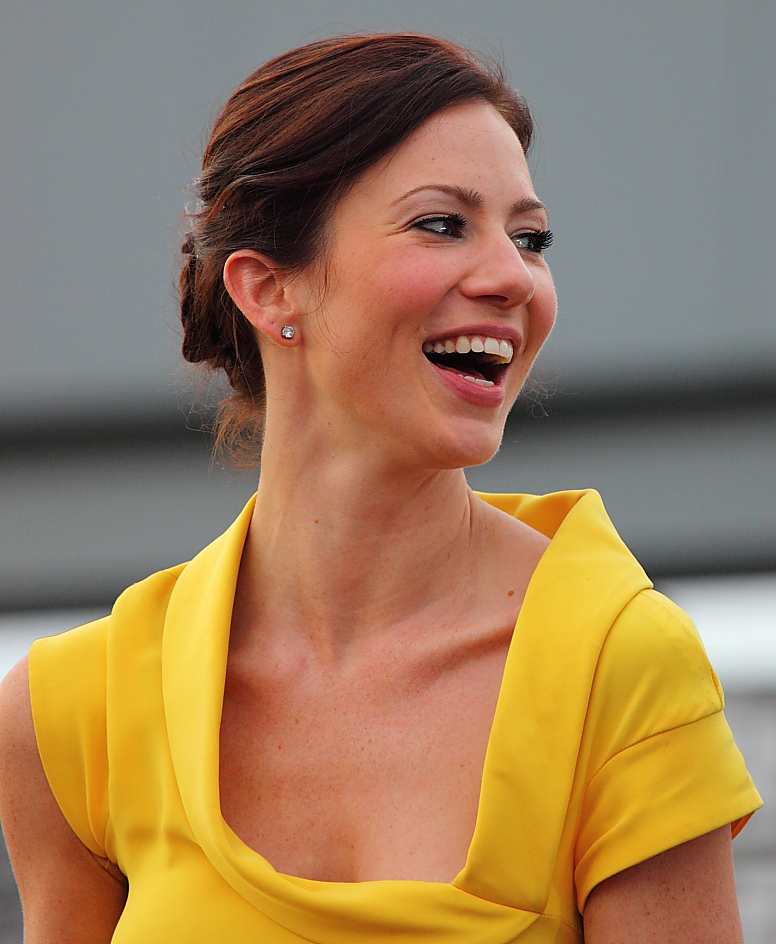
Lynn Collins hizo una aparición especial en el episodio como Leah.

Este episodio marca a Lynn Collins como Leah, quien forma un vínculo romántico con Daryl. Su casting se anunció por primera vez el 29 de diciembre de 2020.

## Recepción
"Find Me" recibió críticas polarizantes en comparación con el resto de episodios de la décima temporada. En Rotten Tomatoes, el episodio tiene un índice de aprobación del 64% con una puntuación promedio de 6.11/10 sobre 10, según 14 reseñas. El consenso crítico del sitio dice: "" Find Me "se siente como una mirada serpenteante cuando The Walking Dead debería estar avanzando, pero el atractivo estoico y la cinematografía sorprendente de Norman Reedus hacen que esta entrega sea atractiva". "
Noetta Harjo, que escribe para "Geek Girl Authority", elogió el episodio y dijo: "Me gustó esta pequeña historia. Fue una oportunidad para mostrar otro lado del personaje de Daryl que nunca habíamos visto antes. Norman Reedus es un buen actor y de hecho, pudimos ver más de su rango la temporada pasada de Walking Dead". Ron Hogan de Den of Geek elogio el desarrollo de Collins, y escribió: "Collins, en particular, hace un trabajo magistral al presentar un personaje completamente formado en un puñado de escenas. haciéndolo todo."
Aaron Neuwirth de We Live Entertainment en su reseña dio una buena crítica del episodio y escribió: "Estos episodios de la temporada de bonificación diez ocupan un espacio extraño, por lo que todavía no estoy seguro de si resumirán en un tema más amplio. siendo compartido entre ellos. Dicho esto, en lo que respecta a las piezas de personajes cerrados, el episodio funciona bastante bien." Paul Daily de TV Fanatic le otorgó al episodio una calificación de 4/5, elogió el episodio y escribió: "Sé que estos episodios adicionales serán de menor escala. , pero si todos cumplen con el estándar establecido por "Find Me", valdrá la pena esperar."
Rob Bricken de Io9.com le dio al episodio una crítica mixta y escribió: "El episodio de esta noche también permitió que Carol y Daryl tuvieran el programa prácticamente para ellos solos, pero con resultados reducidos. Sin embargo, incluso un D&C Power Hour aburrido es un episodio sólido de The Walking Dead." Alex McLevy de The A.V. Club dio una crítica mixta y una calificación de "C" y dijo: "Algunas excelentes conversaciones Carol/Daryl rematan este episodio, pero todas las cosas empapadas en el medio nunca se sienten más que una historia de fondo apresurada."

### Calificaciones
El episodio fue visto por 2,26 millones de espectadores en los Estados Unidos en su fecha de emisión original, muy por debajo del episodio anterior.